# Valea Largă, Buzău
Valea Largă este un sat în comuna Buda din județul Buzău, Muntenia, România.